# BB 67400
,
Les BB 67400 forment une série de locomotives diesel-électriques construites à 232 exemplaires pour la SNCF par Brissonneau et Lotz (BL) et Matériel de traction électrique (MTE). Elles ont été commandées le 6 janvier 1967, et la première a été mise en service le 14 août 1969 au dépôt de Chambéry.

## Description
Ces locomotives sont aptes à circuler en unités multiples (UM) avec les machines de la même série et de la série 67300, ainsi qu'en réversibilité pour les trains de voyageurs. Elles sont dérivées des BB 67000.

## Parc
On compte 66 machines en service au 4 octobre 2022 réparties entre CIC, Fret, TER, Infra et la Cellule Matériel Radié (CMR).

## Services effectués

### Service voyageurs

#### Intercitéset services grandes lignes antérieurs
- Angoulême - Saintes - Royan ;
- Ligne d'Auray à Quiberon ;
- Bordeaux - Nantes ;
- Nantes - Clisson - Cholet - Angers-Saint-Laud[3] (avec Rame Réversible Régionale)
- Nantes - La-Roche-sur-Yon - Les-Sables-d'Olonne[3]
- Caen - Tours (jusqu'en janvier 2012) ;
- Chambéry - Bourg-Saint-Maurice, en unité multiple (jusqu'en 1988, suite à électrification pour les Jeux Olympiques de 1992) ;
- Clermont-Ferrand - Aurillac ;
- Clermont-Ferrand - Neussargues (L’Aubrac, avec voitures Corail) ;
- Clermont-Ferrand – Nîmes (Le Cévenol, avec voitures Corail) ;
- Clermont-Ferrand - Bordeaux (jusqu'à la suppression de la relation en 2014) ;
- Dijon - Nevers - Moulins ;
- Lyon - Nantes (Rhône-Océan) en unité multiple (UM) lorsque la rame comportait plus de 12 voitures et ne pouvait pas être tractée par une CC 72000 ;
- Lyon - Brest en unité multiple (UM) lorsque la rame comportait plus de 12 voitures et ne pouvait pas être tractée par une CC 72000 ;
- Marseille - Veynes - Gap - Briançon, par la ligne de Lyon-Perrache à Marseille-Saint-Charles (via Grenoble) et celle de Veynes à Briançon
- Marseille - Miramas - (inclut l'itinéraire via Aix-en-Provence) - Cavaillon - Avignon - Orange - Valence[3]
- Rennes - Saint-Brieuc - Ligne de Plouaret à Lannion (à compter du 23 avril 1987 sur la branche Bretagne-Nord les relais de traction s'effectuent dans la seconde gare d'un train de jour tri-tranches saisonniers supplémentaire puis régulier lors de la mise en service du TGV-Atlantique le 24 septembre 1989 qui comporte des voitures Saint-Malo et Quiberon. Le train de nuit de même catégorie tracé via Nantes auparavant qui comporte des voitures Quiberon et maintenant la ville citée ci-dessous l'est par cet itinéraire du fait de l'électrification le 29 septembre 1991 de la branche Bretagne-Sud.
- Ligne de Rennes à Saint-Malo

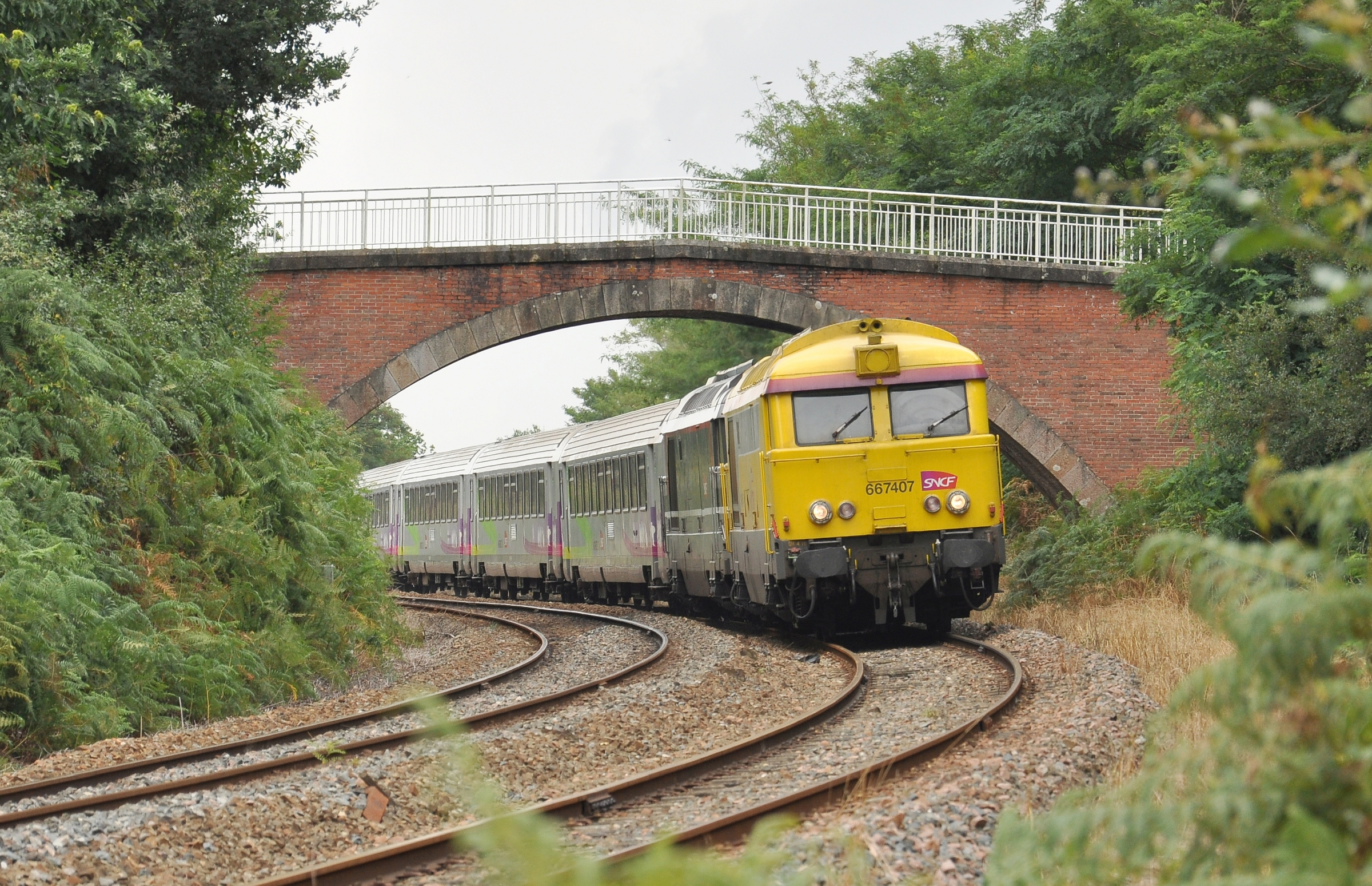
UM avec BB 67407 en tête d'un Intercités Bordeaux-Nantes

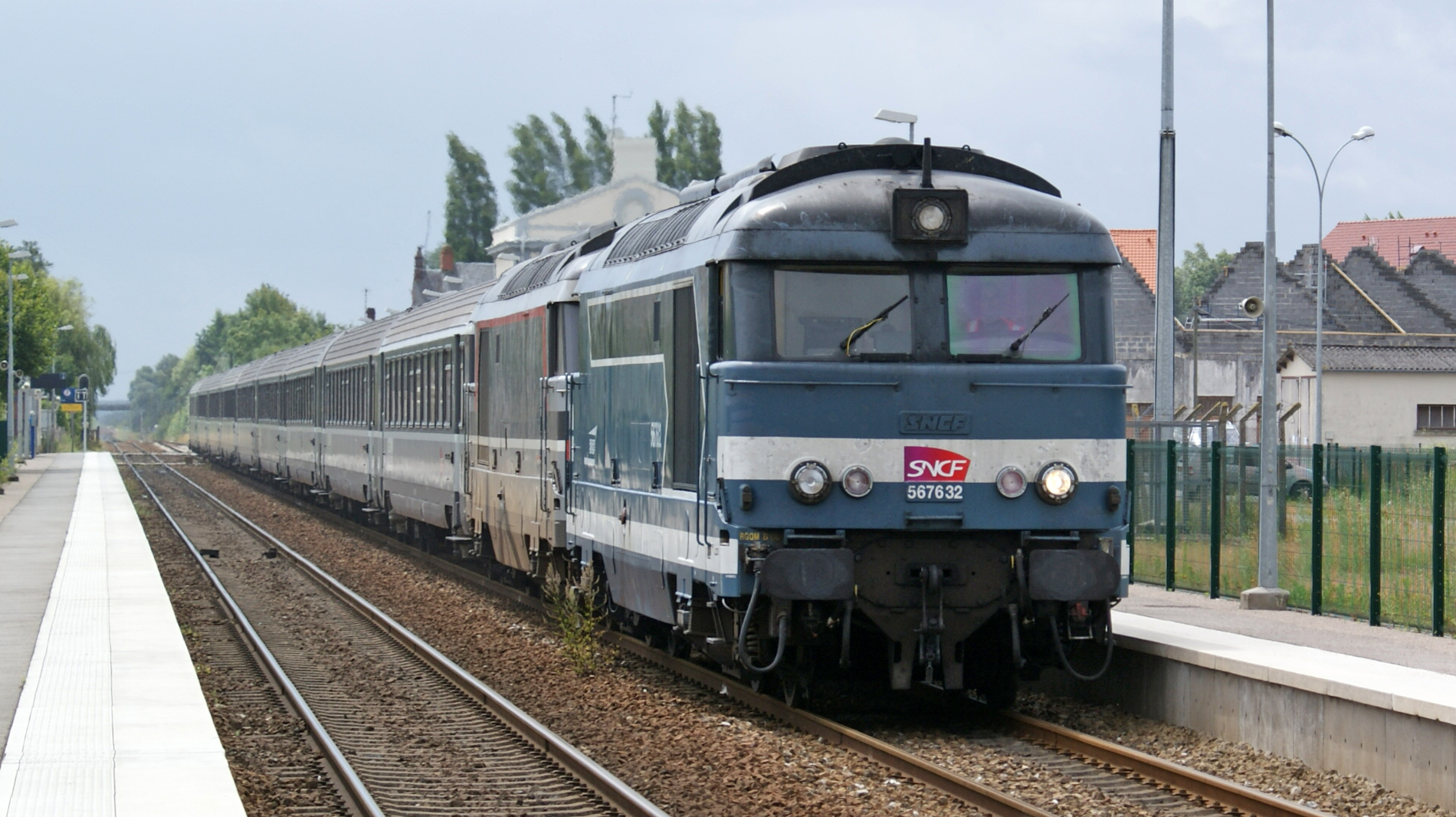
UM avec BB 67632 en tête d'un Intercités Boulogne-sur-Mer - Paris-Nord

- Paris – Amiens –  (avec voitures Corail, uniquement sur la partie Amiens – Boulogne) ;
- Paris – Bâle (en août 1980) ;
- Paris – Briançon (Intercités de nuit, uniquement sur la partie Valence – Briançon) ;
- Paris – Caen – Cherbourg (avec voitures Corail, en plus des RTG jusqu'en 1996) ;
- Paris – Clermont-Ferrand (avec voitures Corail, jusqu'à l'électrification de la ligne) ;
- Paris – Bourges – Montluçon (avec voitures Corail, uniquement sur la partie Bourges – Montluçon, jusqu'en 2019)
- Paris – Rouen – Dieppe (uniquement sur la partie Rouen - Dieppe, jusqu'en 2014) ;
- Rodez - Brive

- Rodez - Sévérac-le-Château

- Paris – Brive – Rodez – Albi (Intercités de nuit, uniquement sur la partie Brive – Albi, et lors d'indisponibilité des BB 75300)
- Paris – Brive – Aurillac (Intercités de nuit, uniquement sur la partie Brive – Aurillac, et lors d'indisponibilité des BB 75300)

(liste non exhaustive)

### Transport express régional

#### TER Auvergne
- Clermont-Ferrand - Arvant - Neussargues - Aurillac[4]

- Clermont-Ferrand - Thiers - [4]Saint-Romain-le-Puy - Saint-Étienne (avec Rame Réversible Régionale)
- Clermont-Ferrand - Laqueuille - Le Mont Dore (avec Rame Réversible Régionale)
- Clermont-Ferrand - Gannat (avec Rame Réversible Régionale)
- Clermont-Ferrand - Langeac (avec Rame Réversible Régionale)
- Clermont-Ferrand - Moulins-sur-Allier (avec Rame Réversible Régionale)
- Clermont-Ferrand - Thiers (avec Rame Réversible Régionale)[4]

#### TER Basse-Normandie
- Axe régional sur la Ligne de Paris à Granville avec la Gare de Dreux (avec Rame Inox Omnibus)[4]
- Caen - Mézidon - Lisieux - Serquigny - Glos-Montfort - Elbeuf-Saint-Aubin - Sotteville (avec Rame Inox Omnibus ou Rame Réversible Régionale)
- Lisieux - Trouville-Deauville et jusqu'à l’électrification en 1996 Dives-Cabourg, ainsi que sur l'axe radial régional de la ligne de Mantes-la-Jolie à Cherbourg (avec Rame Inox Omnibus)

#### TER Franche-Comté
- Besançon - Morez (avec Rame Réversible Régionale)[4]

#### TER Haute-Normandie
- Sotteville - Rouen Rive-Droite - Dieppe (avec Rame Réversible Régionale)[4]

#### TER Rhône-Alpes
- Lyon - Roanne (avec Rame Réversible Régionale)
- Saint-Étienne - Le-Puy-en-Velay (avec Rame Réversible Régionale)

- Valence - Grenoble - Chambéry - Annecy (avec Rame Réversible Régionale)
- Valence - Grenoble - Chambéry - Culoz - Genève (avec Rame Réversible Régionale, jusqu’en 2014)
- Valence - Romans-sur-Isère - Moirans - Grenoble - Gières - Montmélian - Chambéry -  Aix-les-Bains - Culoz - Bellegarde et Genève-Cornavin (sur le parcours sans être intégral avec Voiture Unifiée de Service Intérieur, Voiture Corail TU[5]

#### TER Bretagne(jusqu'en1992avec échange des67300qui arrivent àRennes)
TER Bretagne (jusqu'en 1992 avec échange des 67300 qui arrivent sur Rennes) :
- Ligne d'Auray à Quiberon[6] (avec Rame Réversible Régionale)[7]
- Ligne de Rennes à Châteaubriant[6] (avec Rame Réversible Régionale)
- Ligne de Rennes à Saint-Malo[6] (avec Rame Réversible Régionale)
- Rennes - Saint-Brieuc[6] (avec Rame Réversible Régionale)
- Rennes - Laval[6] (avec Rame Réversible Régionale)
- Ligne de Rennes à Redon[6] (avec Rame Réversible Régionale)

#### TER Alsace
- Mulhouse - Thann - Kruth (avec voitures Corail et RRR)
- Strasbourg - Haguenau - Wissembourg (RRR)
- Strasbourg - Rœschwoog - Lauterbourg[3] (avec RRR)
- Strasbourg - Molsheim - Obernai - Barr (avec RRR)
- Strasbourg - Rothau - Saales - Saint-Dié[4] (avec RRR)
- Strasbourg - Sarreguemines (avec voitures Corail jusqu'en avril 2016)
- Strasbourg - Saverne (avec voitures Corail et RRR)

#### Ligne P du Transilien
- Paris Est - La Ferté-Milon (avec RIB, jusqu'au 10 juillet 2020)
- Paris Est - Longueville - Provins (avec RIB, jusqu'en 2009)

#### TER Midi-Pyrénées
- Toulouse - Albi - Rodez (avec Rame Réversible Régionale)
- Toulouse-Mazamet (avec Rame Réversible Régionale)

#### TER Picardie
- Amiens - Abbeville - Le Tréport (avec RRR)
- Amiens - Abbeville - Boulogne-Ville (avec voitures Corail)
- Amiens - Montdidier - Compiègne (avec RRR)
- Amiens - Saint-Quentin (avec RRR)
- Amiens - Tergnier - Laon (avec RRR)
- Creil - Beauvais (avec RRR, jusqu'en septembre 2015)
- Paris-Nord - Beauvais - Le Tréport (avec RRR)
- Paris-Nord - Laon (avec voitures Corail, jusqu'en décembre 2015)
- Laon - Le Tréport (avec voiture Corail, jusqu'en 2014)
- Lille - St Pol sur Ternoise (avec RIO, pouvant être assuré avec des BB 66400)

#### TER Provence-Alpes-Côte d'Azur
- Marseille - Ligne des Alpes (avec Rame Inox Omnibus[8] et Rame Réversible Régionale)[9]
- Marseille - Cavaillon - Avignon (avec Rame Inox Omnibus et Rame Réversible Régionale)

- Marseille - Miramas (avec Rame Inox Omnibus[10] et Rame Réversible Régionale via la ligne de la Côte Bleue)
- Marseille - Toulon[4] - Hyères[3] (avec Rame Inox Omnibus et Rame Réversible Régionale en l'absence ou renfort des BB 25500)

### Service fret et régimes antérieurs
Les BB 67400 ont effectué leurs dernières dessertes fret le 18 décembre 2023.
- Nantes[11]/Rennes[11] - Auray - Pontivy[12] ou ligne de Savenay à Landerneau
- Rennes - Saint-Brieuc - Brest

- Clermont-Ferrand - Neussargues - Saint-Chély-d'Apcher
- Clermont-Ferrand - Laqueuille - Le Mont-Dore
- Limoges - Verneuil-sur-Vienne

- Beauvais - Creil

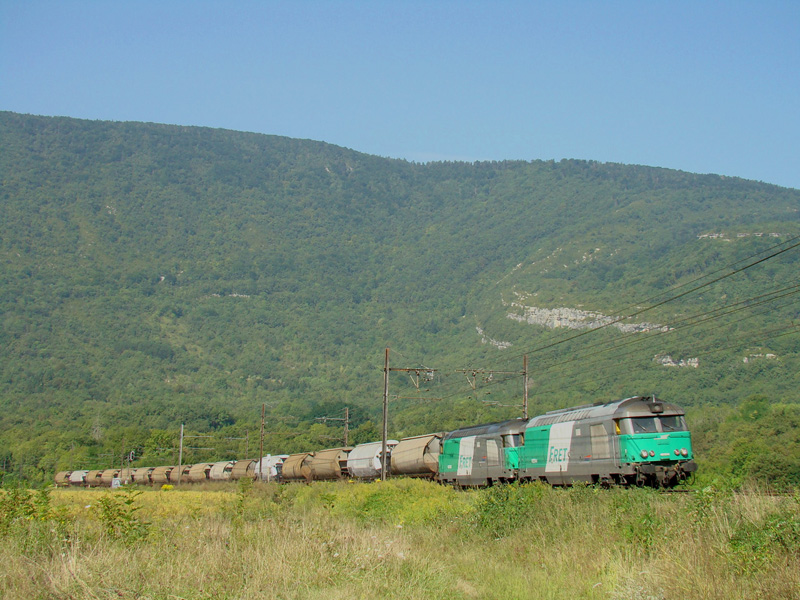
UM-BB 67544 et BB 67507 en UM, en tête d'un train de marchandises entre Ambérieu et Culoz.

- Clermont-Ferrand - Thiers - Saint-Étienne
- Culmont-Chalindrey - Saulon
- Fos-sur-Mer - Rognac - Aix-en-Provence - Gardanne (convois réguliers de bauxite et d’alumine)
- Montluçon - Lavaufranche
- Lille Délivrance - Anvers
- Lille-Délivrance - Tergnier
- Roanne - Saint-Germain-des-Fossés
- Somain - Anvers
- Somain - Quenast (Belgique) : train de ballast, jusqu'en 2022
- Valence - Grenoble - Chambéry
- Vierzon - La Guerche-sur-l'Aubois - Marseilles-lès-Aubigny (trains entiers de charbon et de ciment)

(liste non exhaustive)

## Dépôts titulaires
Situation avant 2012
- Bordeaux
- Caen
- Chalindrey[11]

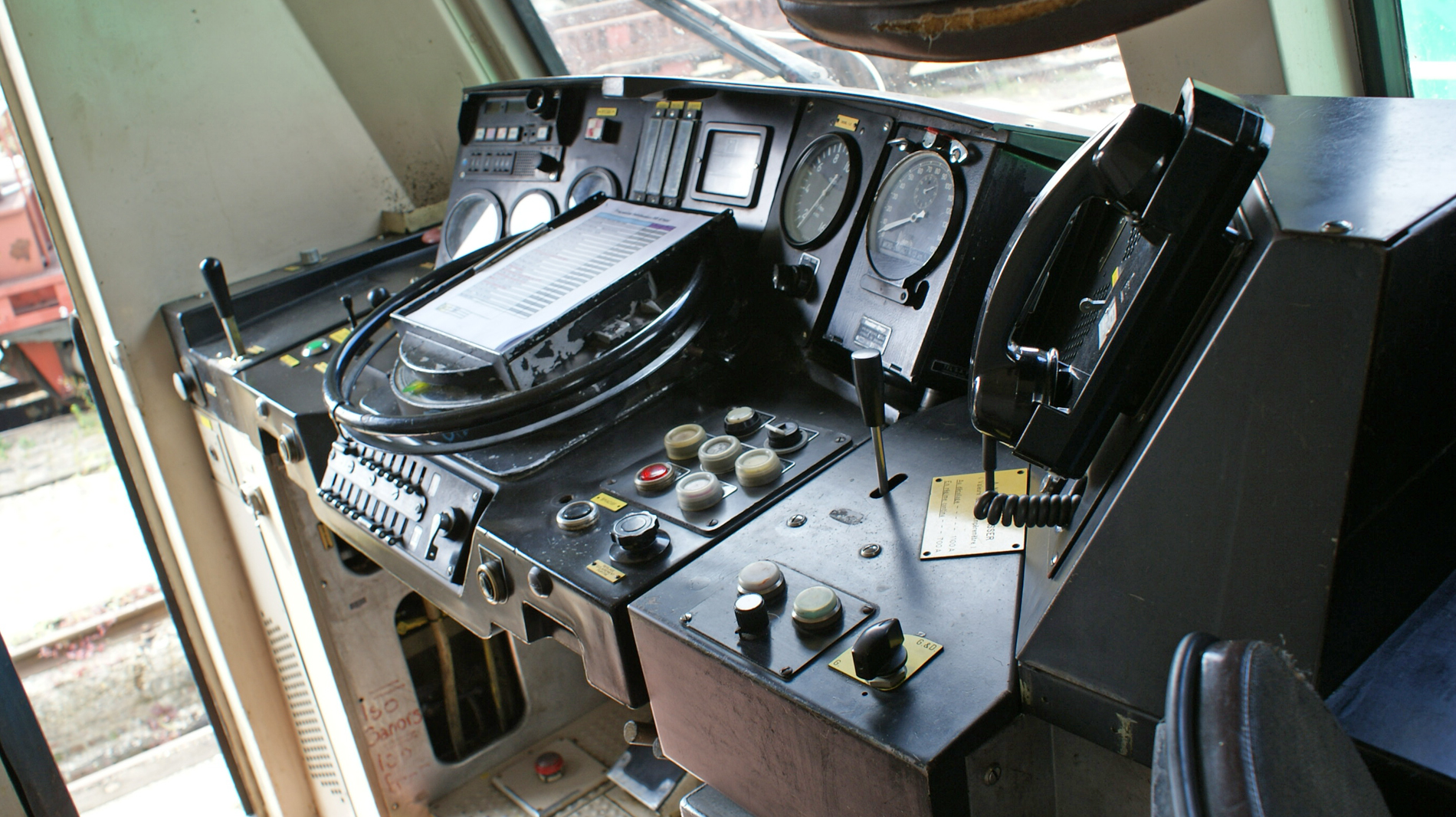
Pupitre de conduite d'une BB 67400

- Chambéry (de 1969 à..., 29 exemplaires fin 1975)
- La Plaine (24 exemplaires fin 1975)
- Limoges (18 exemplaires fin 1975)
- Marseille-Blancarde
- Nantes[11]
- Nevers (15 exemplaires fin 1975)
- Nîmes (jusqu'à 75 exemplaires fin 1975, puis transfert à Nevers en 1987)
- Rennes (27 exemplaires fin 1975)
- Saint-Pierre-des-Corps (Entre le 1er juillet 1975 jusqu’à égalité ou supérieur au 1er janvier 1976[13] et 4 exemplaires au 31 juillet 2011)
- Strasbourg (15 exemplaires fin 1975)
- Vénissieux (25 exemplaires fin 1975)
- Longueau (51 exemplaires au 31 juillet 2011)

### Situation par dépôt au 20 mai 2025
Répartition des 56 locomotives
| STF | Désignation | Ville | Nombre de machines |
| --- | --- | --- | --- |
| SLI | STF Infrarail | Chalindrey | 41 locomotives, dont 21 machines à la cellule matériel radié (CMR)[à vérifier]                                                                                            |
| SPC | STF Provence-Alpes-Côte d'Azur | Marseille | 3 locomotives |
| SRA | STF Rhône-Alpes | Chambéry | 3 locomotives |
| STA | STF Alsace | Strasbourg | 5 locomotives |
| SVI | STF Voyages - Intercités | Villeneuve Saint-Georges | 5 locomotives |
| CMR | BB 67406, 67413, 67416, 67450, 67451, 67456, 67470, 67514, 67522, 67539, 67542, 67556, 67558, 67573, 67558, 67590, 67596, 67611, 67613, 67614, 67615, 67626, 67593, 67610 | BB 67406, 67413, 67416, 67450, 67451, 67456, 67470, 67514, 67522, 67539, 67542, 67556, 67558, 67573, 67558, 67590, 67596, 67611, 67613, 67614, 67615, 67626, 67593, 67610 | BB 67406, 67413, 67416, 67450, 67451, 67456, 67470, 67514, 67522, 67539, 67542, 67556, 67558, 67573, 67558, 67590, 67596, 67611, 67613, 67614, 67615, 67626, 67593, 67610 |

## Les superviseurs techniques de flottes

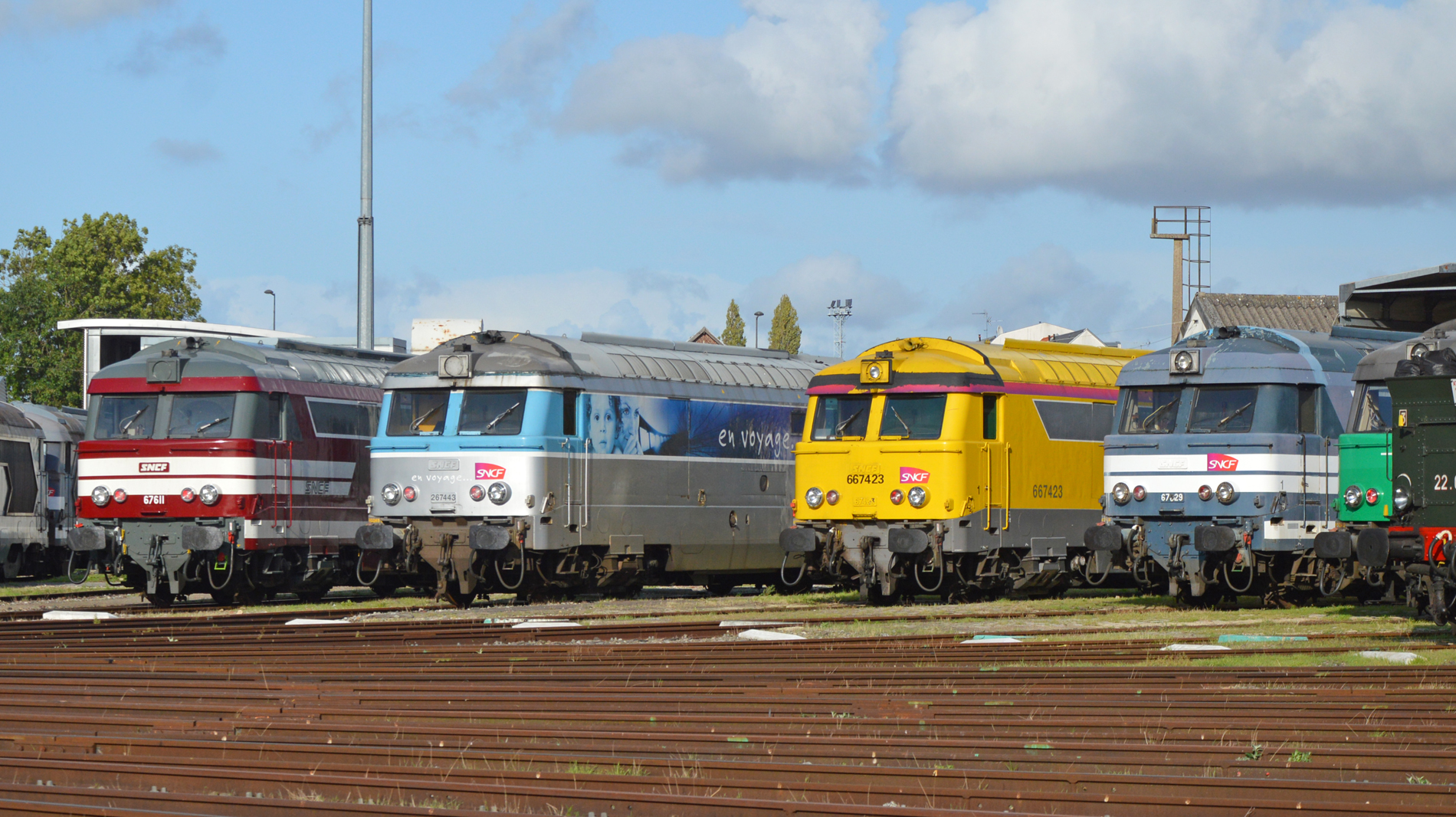
Florilège de BB 67400 sous diverses livrées, BB 67611 (Capitole), BB 67443 (En Voyage), BB 67423 (Infra), BB 67629 (Bleu diesel), BB 67471 (Fret) au dépôt de Longueau.

- STF Aquitaine : entité créée en 2011 par la SNCF qui gère le matériel moteur de SNCF Proximités (TER et TET en Aquitaine). Ce superviseur est basé au dépôt de Bordeaux.
- STF Auvergne : entité créée en 2011 par la SNCF qui gère le matériel moteur de SNCF Proximités (TER et TET en Auvergne). Ce superviseur est basé au dépôt de Nevers.
- STF Alsace : entité créée en 2011 par la SNCF qui gère le matériel moteur de SNCF Proximités (TER et TET en Alsace). Ce superviseur est basé au dépôt de Strasbourg.
- STF INFRA SLI : entité interne SNCF gérant le parc des locomotives Diesel et électriques dédiées à SNCF Infra. Ce superviseur est basé à Chalindrey.
- STF Locomotives thermiques Fret : entité créée en 2015 par la SNCF qui gère le parc des locomotives Diesel dédiées à Fret SNCF. Ce superviseur est basé au dépôt de Longueau.
- STF Picardie : entité créée en 2011 par la SNCF qui gère le matériel moteur de SNCF Proximités (TER, TET et Transilien dans les Hauts-de-France et en Île-de-France). Ce superviseur est basé au dépôt de Longueau.
- STF Provence-Alpes-Côte d'Azur : entité créée en 2011 par la SNCF qui gère le matériel moteur de SNCF Proximités (TER et TET en PACA). Ce superviseur est basé au dépôt de Marseille-Blancarde.

## Machines particulières
- BB 67419 et BB 67537 : au cours de l’hiver 1980-1981, ces deux locomotives sont équipées du freinage électrique rhéostatique. Fin mai 1981, on les retrouve pour des essais à 160 km/h entre Paris-Est et Châlons-sur-Marne, où elles circulent seules ou en unités multiples (UM). Les essais s’arrêtent mais elles conservent le rapport de réduction, avec roulement particulier : 1 115 t pour le fret à 80 km/h, 990 t pour les messageries à 100 km/h, 430 t pour les voyageurs à 140 km/h. Elles sont remises au type en 1992 pour la BB 67537 et en 1994 pour la BB 67419[14].
- BB 67424 : seule locomotive de la série à porter la livrée Isabelle  depuis le 25 avril 2021, ce qui en fait la troisième locomotive à avoir reçu cette livrée.
- BB 67427 : une fois radiée, cette locomotive a été récupérée début avril 2016 par le centre de formation de Blainville et utilisée comme support aux formations sur le terrain. À la suite du déménagement du centre à Nancy à la fin de 2018, elle est restée à l’abandon, avant d’être finalement envoyée au ferraillage à Baroncourt à l’été 2022.
- BB 67458 et BB 67465 : le 25 janvier 2011, ces locomotives ont été fortement endommagées alors qu’elles circulaient en unité multiple avec une troisième machine en véhicule, lors de la collision à un passage à niveau de Balbigny (ligne Roanne - Saint-Étienne) entre leur train de fret et un convoi exceptionnel transportant des poutres métalliques pour le chantier de l’autoroute A89[15].
- BB 67481 : première locomotive radiée en 1981[12] mais encore en activité au 1er janvier 1986 du dépôt de Caen[16].
- BB 67580 : seule BB 67400 encore en état quasi d’origine.
- BB 67611 et BB 67613 : bénéficient en 2019 de la livrée dite Capitole[17] (jadis réservée aux quelques BB 9200 ayant eu à leur charge la traction du Capitole).
- BB 67630 : seconde locomotive radiée le 10 septembre 1985[16] suite de l'Accident ferroviaire de Flaujac survenu le 3 août de cette même année avec un autorail X 2800.
- BB 67632 : dernière locomotive Diesel livrée en France au XXe siècle, le 31 octobre 1975. Elle a été radiée des effectifs le 22 octobre 2010.

## Livrées des BB 67400

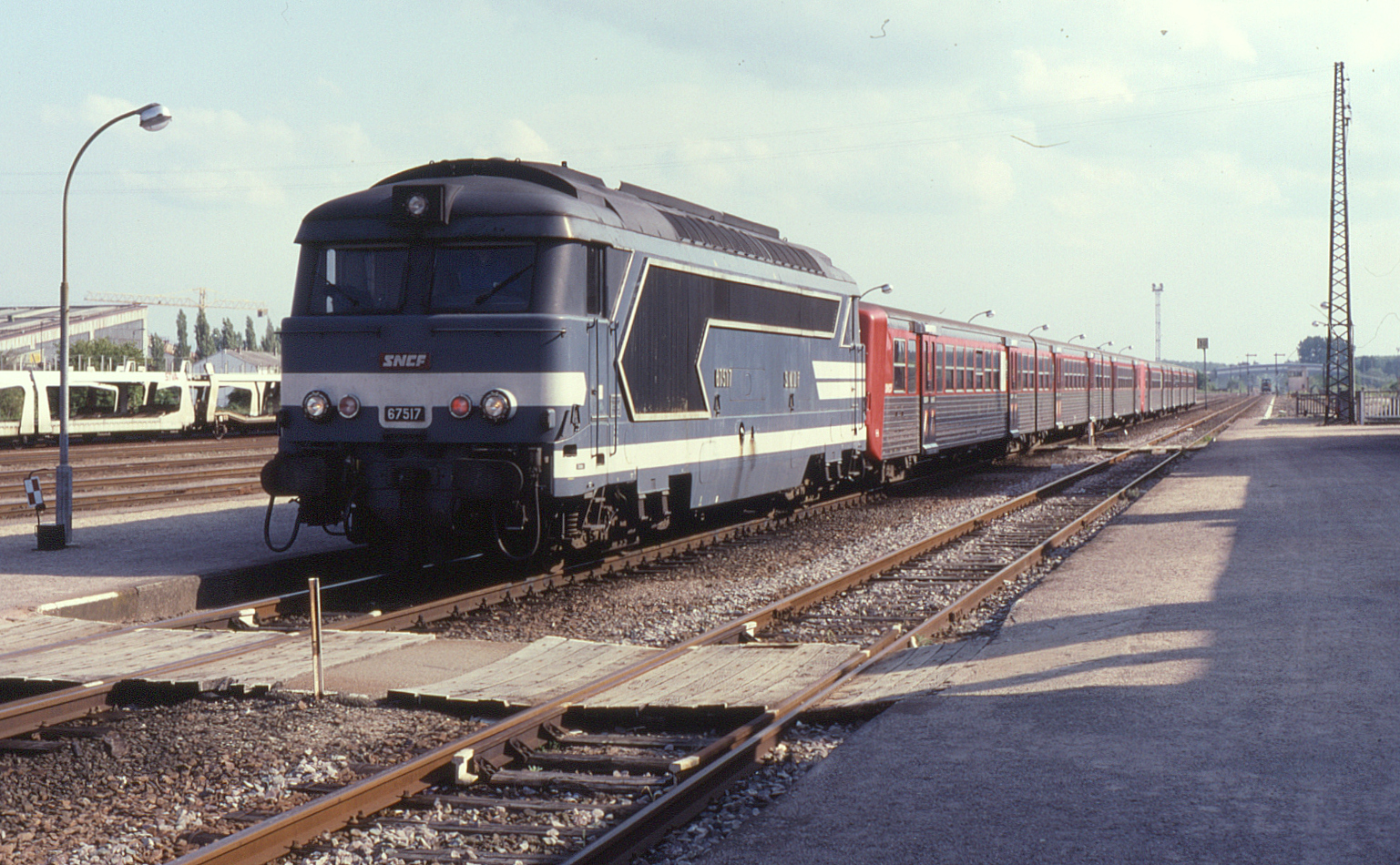
Livrée d'origine « Bleue Diesel » avec flèches en relief.
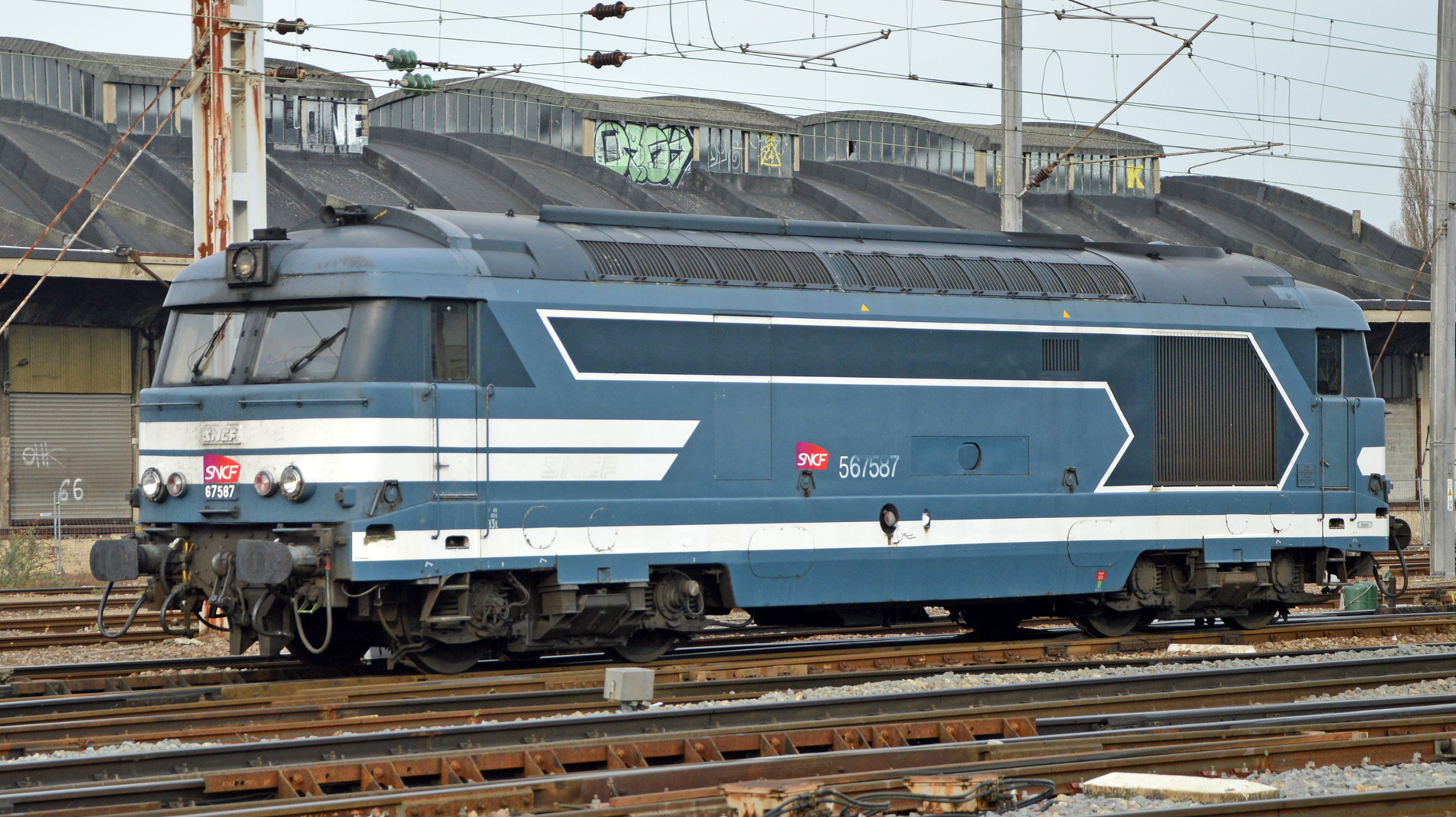
Livrée d'origine « Bleue Diesel ».
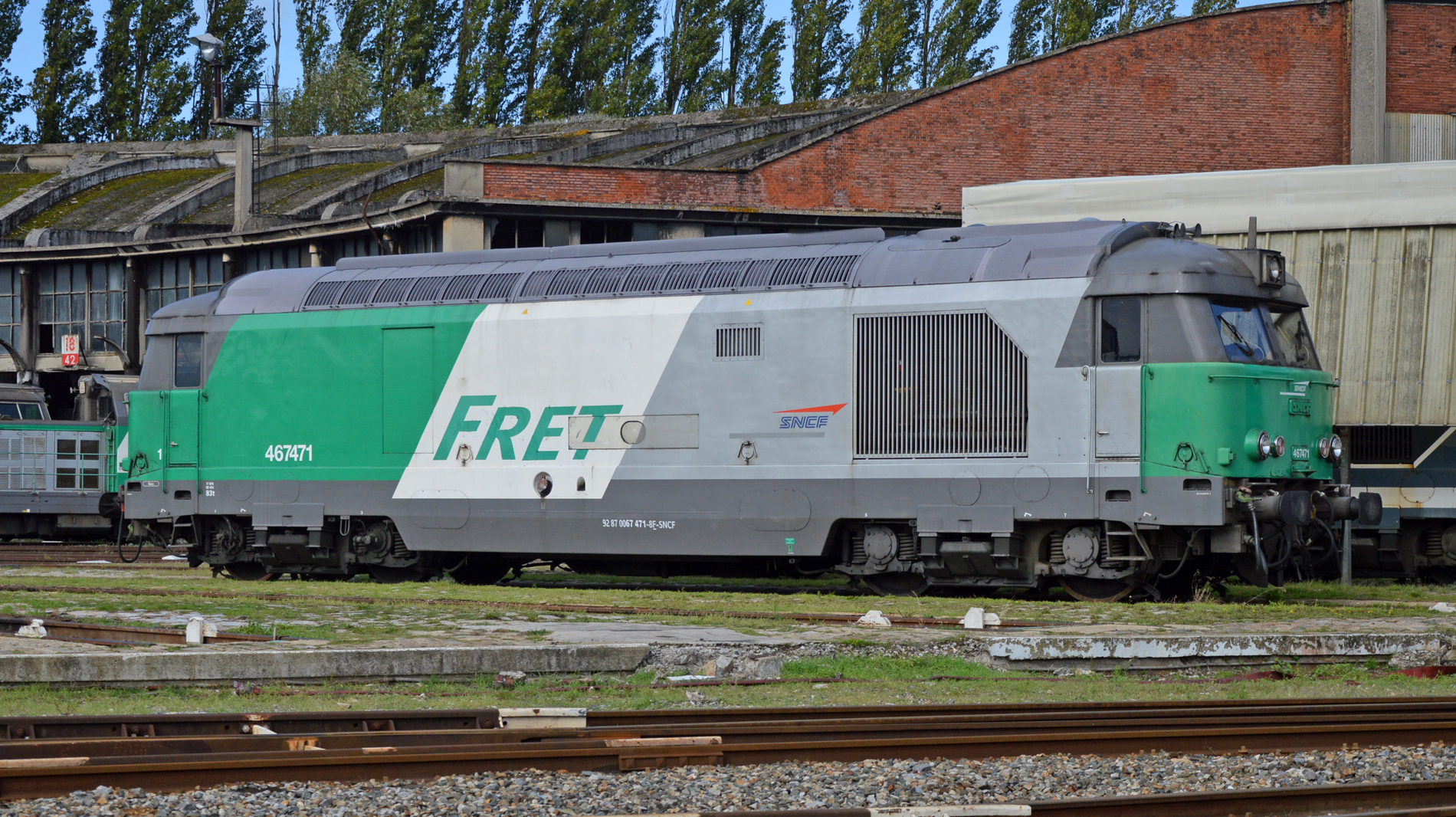
Livrée « Fret ».
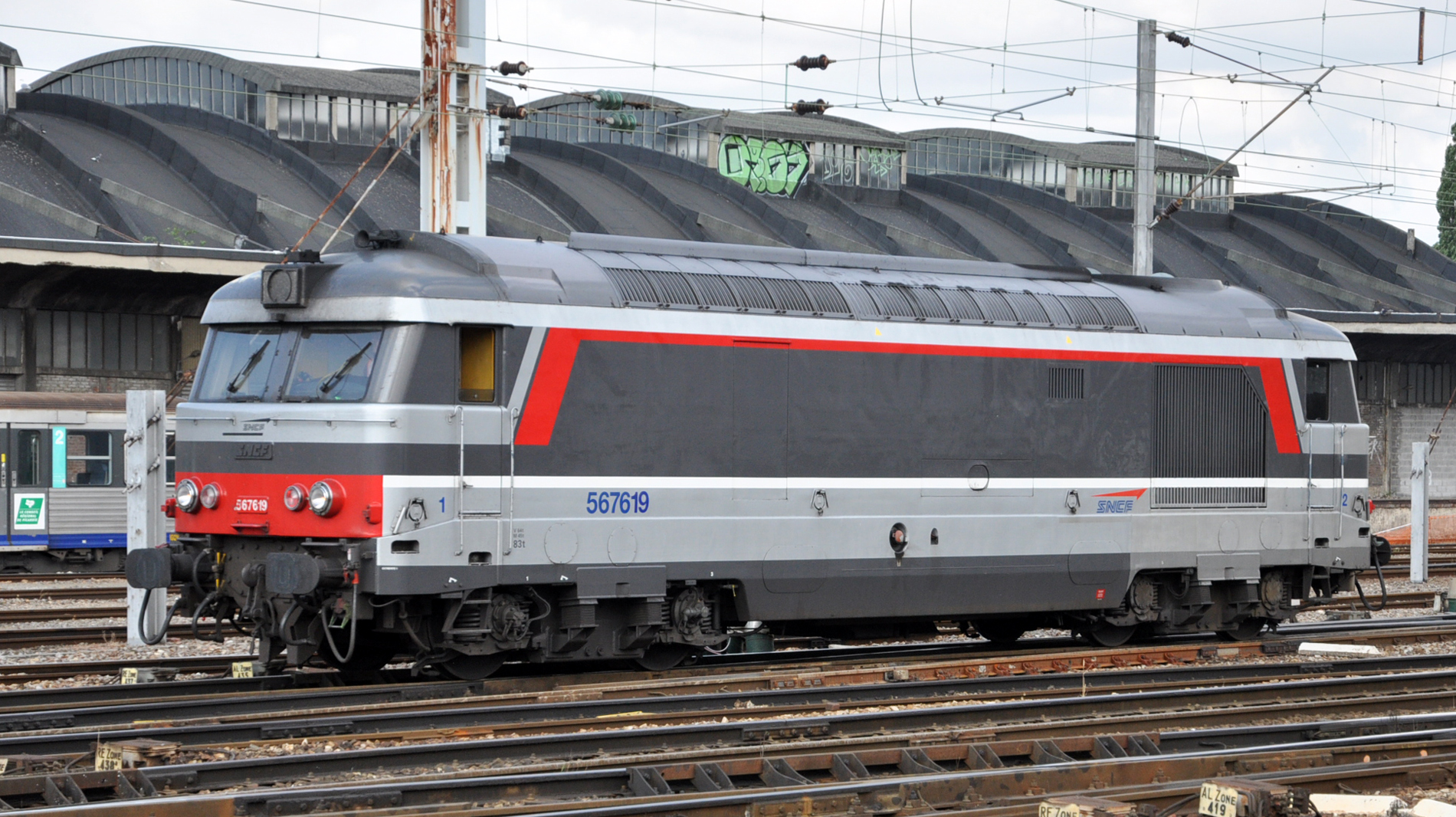
Livrée « Corail + ».
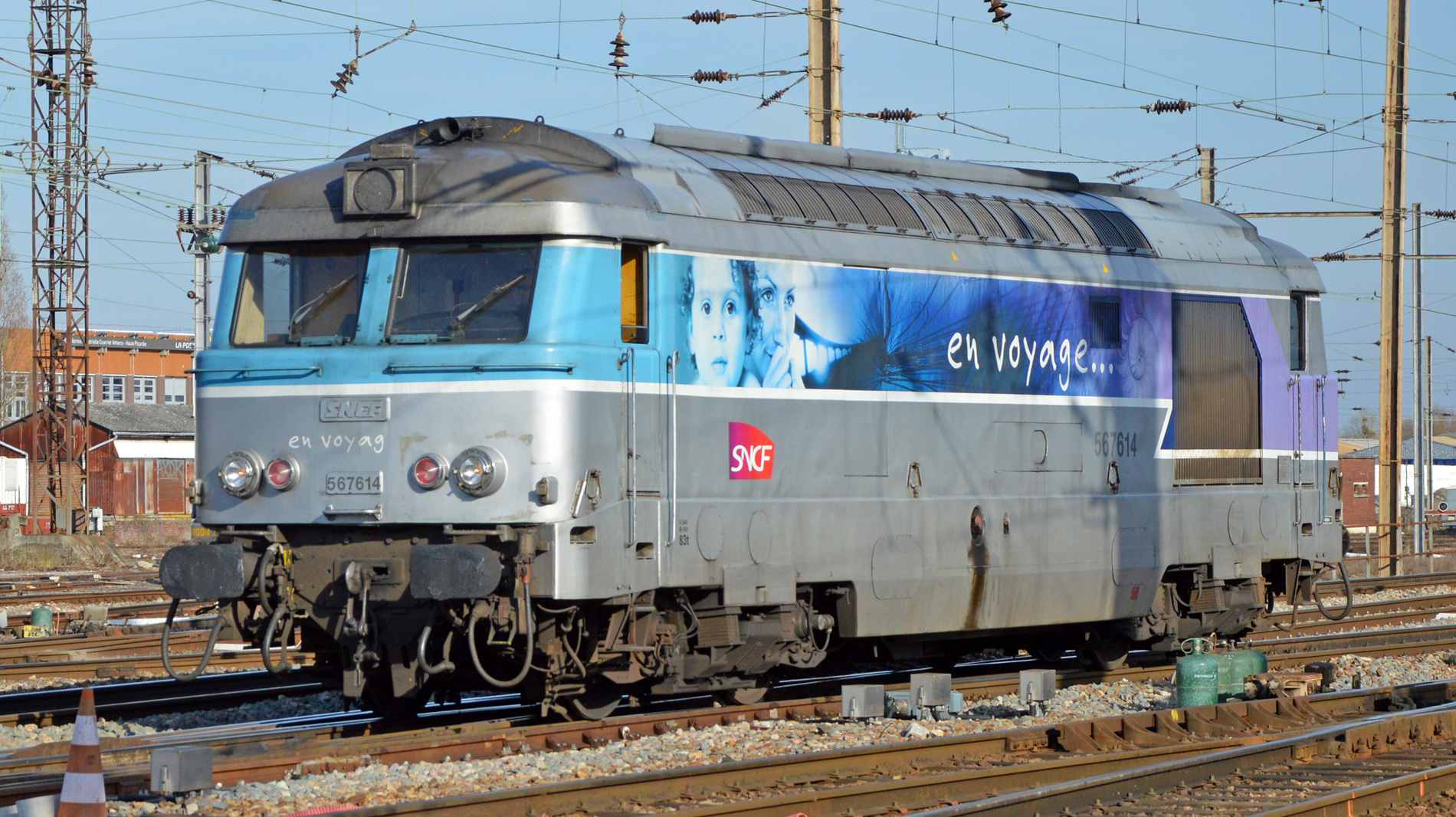
Livrée « En Voyage » (côté bleu).
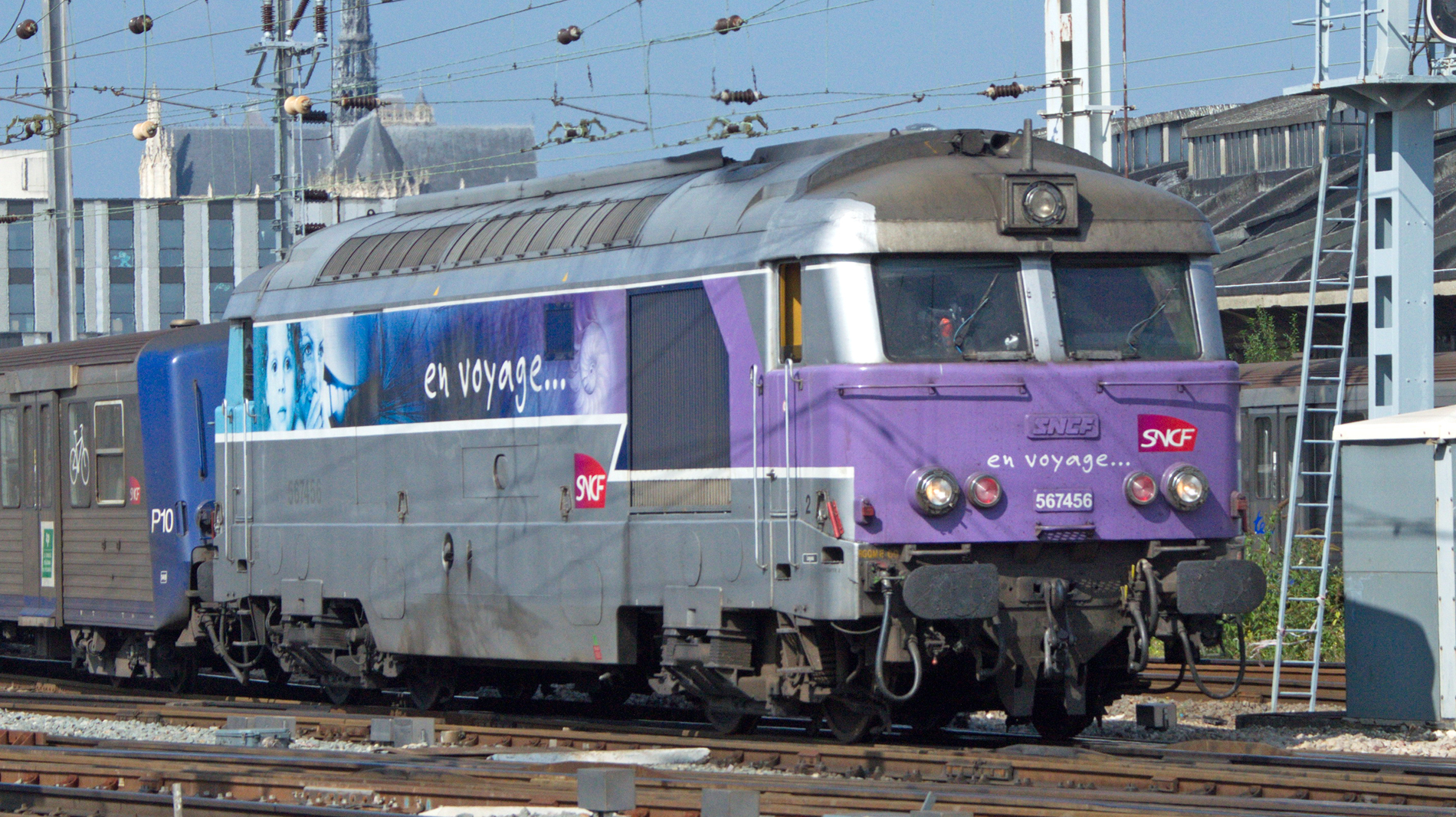
Livrée « En Voyage » (côté mauve).
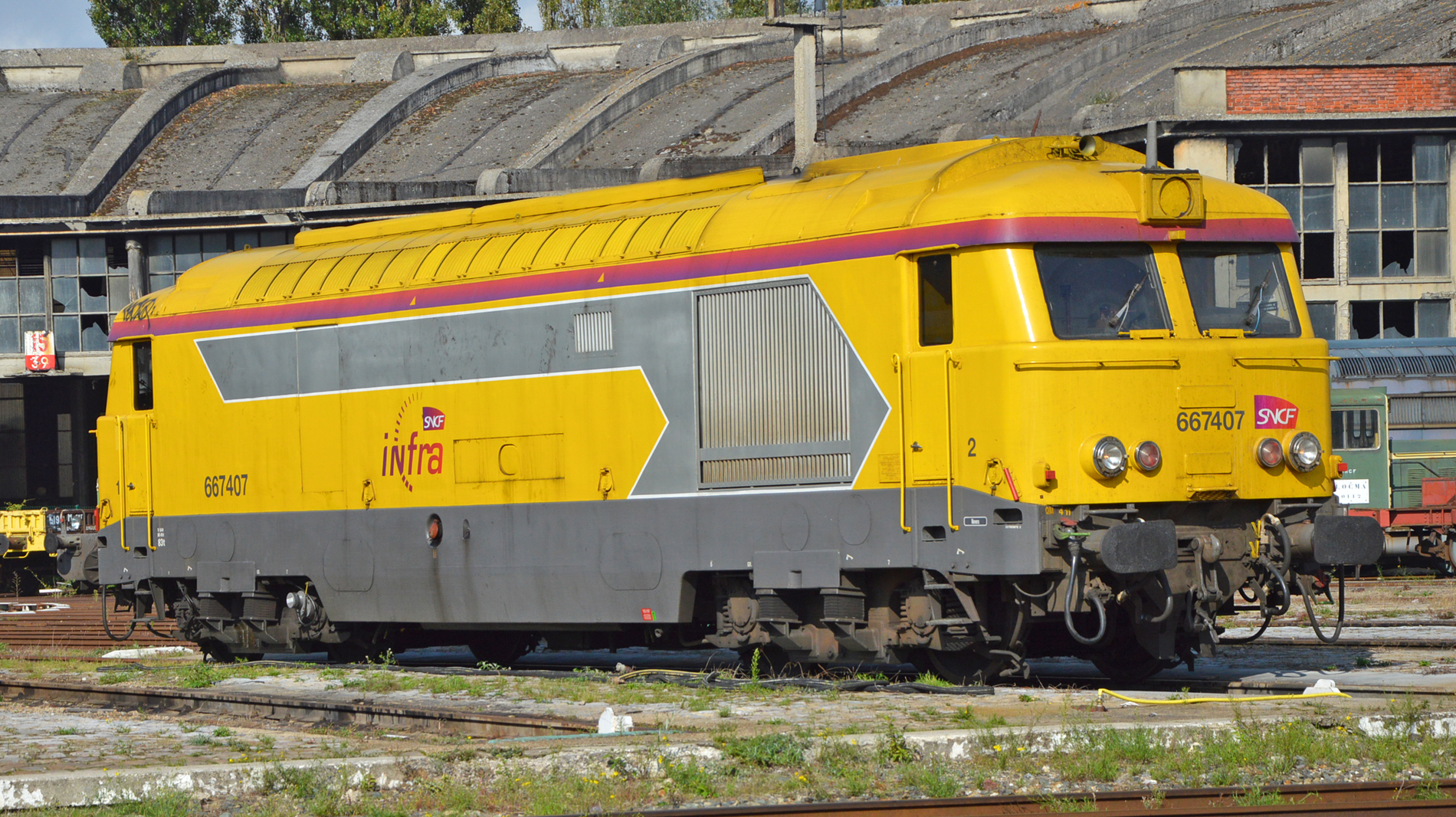
Livrée « Infra ».
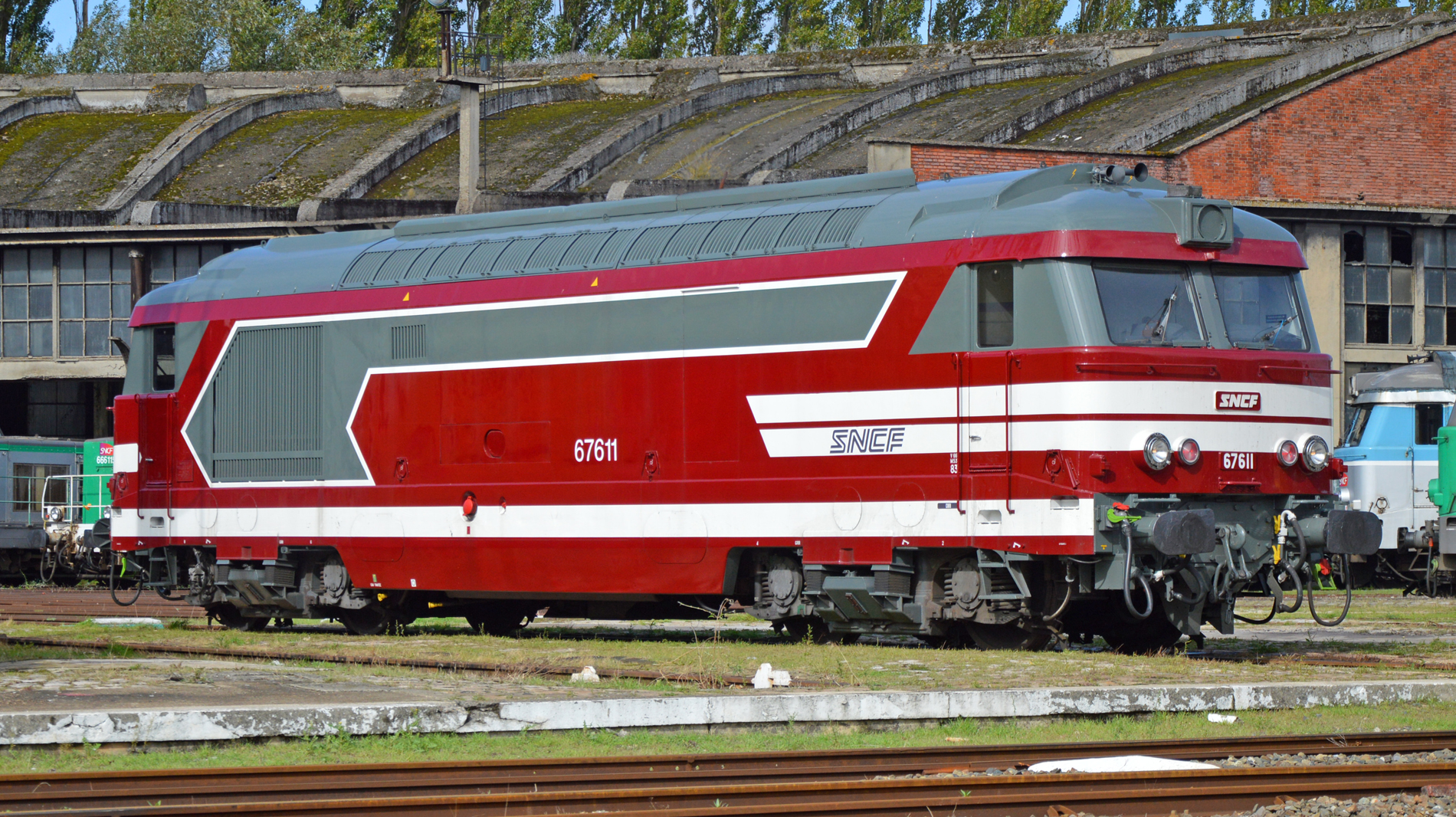
Livrée « Capitole ».

## Préservation
- BB 67575 : préservé par la Cité du train à Mulhouse (Haut-Rhin) en livrée Infra.

## Modélisme

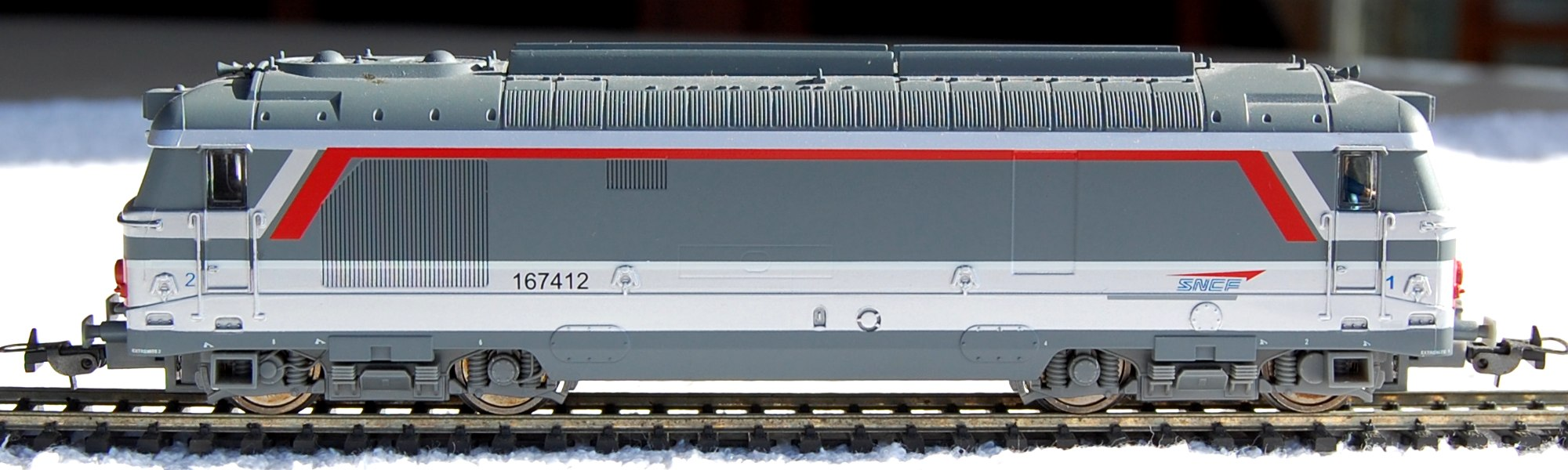
Modèle réduit Piko de la BB 67412

Cette locomotive a été reproduite à plusieurs échelles :
- en 1 par la firme JK-Models ;
- en 0 par la firme AMJL ;
- en HO par les firmes Jouef, Lima, Mistral (Stéphane Levaux)[18], Piko et REE ;
- en N par les firmes Minitrix, Mistral (Stéphane Levaux)[18] et Vapeur70[19] ;
- en Z par la firme nantaise AZAR MODELS.

## Dans la culture
- 1984 : deux BB 67400 apparaissent au cinéma dans le film Rue barbare.
- 1995 : les BB 67455, BB 67494, BB 67542 et BB 67549 apparaissent au cinéma dans le film French Kiss.
- 1998 : la gare de La Souterraine apparaît dans le film de Patrice Chéreau Ceux qui m'aiment prendront le train. À la 25e minute de ce film, la première vue complète du train en permet de constater qu'il est tracté par une CC 72000. Pourtant, à la 39e minute de ce film, l'unique vue complète du train qui repart de la gare de La Souterraine est tracté par une BB 67000 ou l'une de ses versions (gros plan sur la locomotive à la 40e minute sans que le numéro de série soit lisible).
- 2013 : Une BB 67400 apparaît en tant que moyen de transport dans la fin post-générique du jeu vidéo Lightning Returns: Final Fantasy XIII.